# Champfrémont
Champfrémont ist eine französische Gemeinde mit 282 Einwohnern (Stand: 1. Januar 2022) im Département Mayenne in der Region Pays de la Loire; sie gehört zum Arrondissement Mayenne und zum Kanton Villaines-la-Juhel. Die Einwohner werden Campoforméniens genannt.

## Geographie
Champfrémont liegt etwa 40 Kilometer ostnordöstlich von Mayenne und etwa 13 Kilometer westlich von Alençon. Umgeben wird Champfrémont von den Nachbargemeinden Lalacelle und Gandelain im Norden, Ravigny im Osten und Nordosten, Saint-Pierre-des-Nids im Süden, Boulay-les-Ifs im Westen sowie Pré-en-Pail-Saint-Samson im Nordwesten. Das Gemeindegebiet ist Teil des Regionalen Naturparks Normandie-Maine.

## Bevölkerungsentwicklung
| 1962                       | 1968 | 1975 | 1982 | 1990 | 1999 | 2006 | 2019 |
| -------------------------- | ---- | ---- | ---- | ---- | ---- | ---- | ---- |
| 358                        | 294  | 272  | 246  | 241  | 248  | 290  | 293  |
| Quellen: Cassini und INSEE |      |      |      |      |      |      |      |

## Sehenswürdigkeiten
- Kirche Saint-Martin
- Kapelle Sainte-Anne
- Schloss La Bellière aus dem 17. Jahrhundert, Monument historique seit 1995

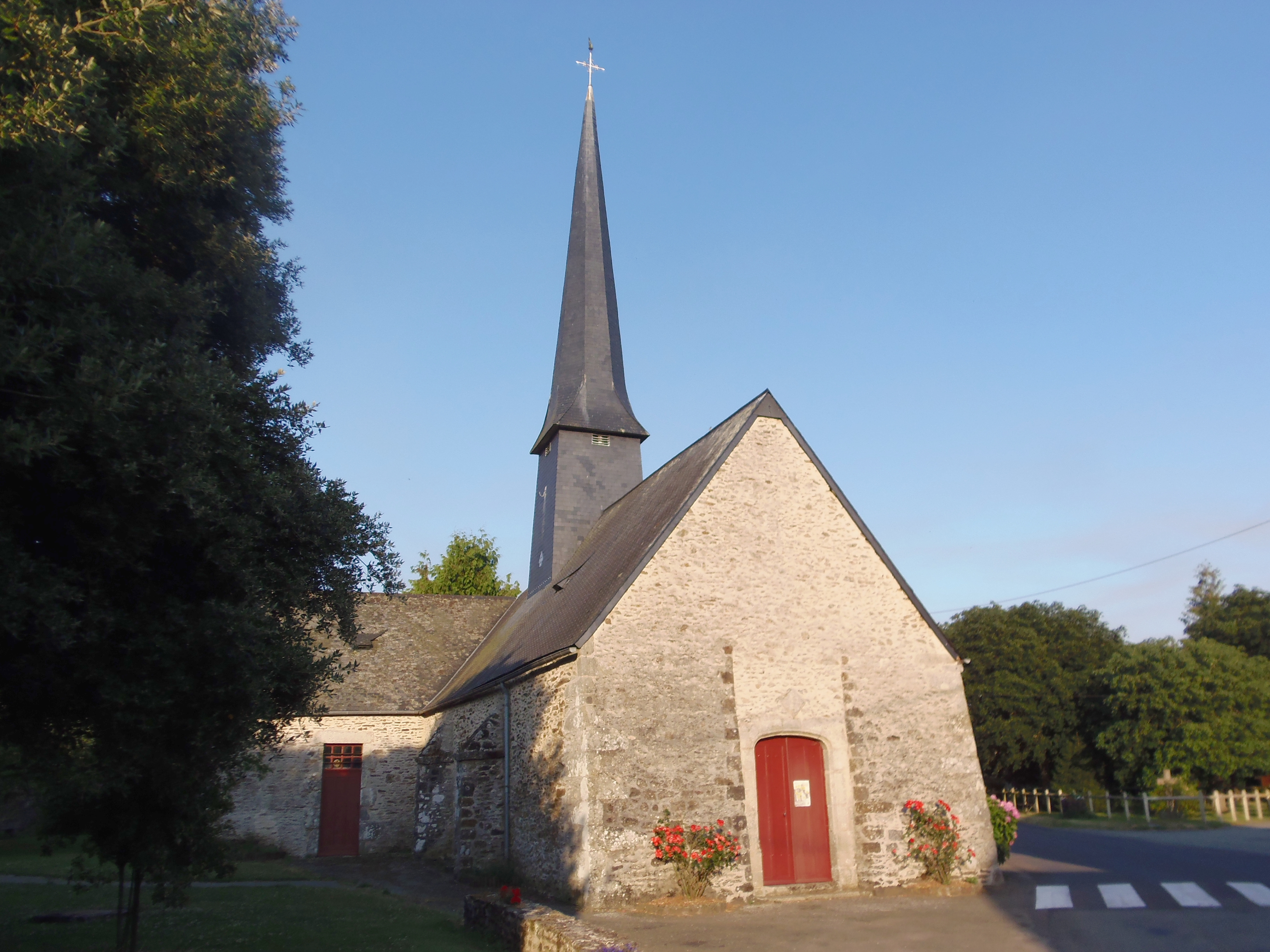
Kirche Saint-Martin
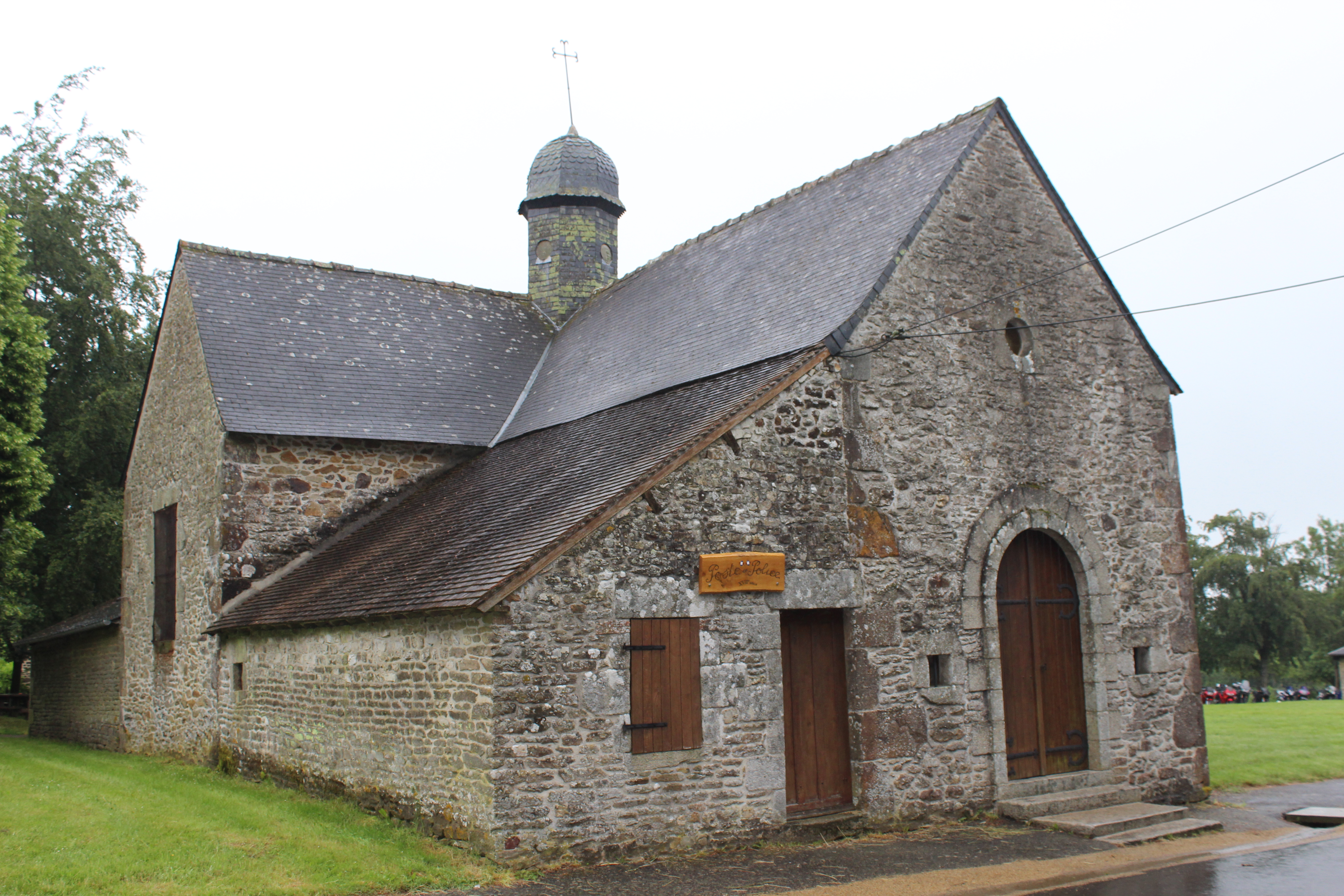
Kapelle Sainte-Anne